# Jonathan David
Jonathan Christian David (* 14. ledna 2000 Brooklyn) je kanadský profesionální fotbalista, který hraje na pozici útočníka za francouzský klub Lille OSC a za kanadský národní tým.
David se narodil v New Yorku, ale ještě jako dítě se s rodinou přestěhovali na Haiti a následně emigrovali do Ottawy. Svoji mládežnickou kariéru strávil v ottawských klubech a v roce 2018 se přesunul do belgického Gentu. O dva roky později přestoupil do francouzského Lille, se kterým vyhrál titul v Ligue 1 a získal také francouzský superpohár. V roce 2019 byl zvolen nejlepším kanadským fotbalistou roku.

## Klubová kariéra
David se narodil v New Yorku rodičům z Haiti. Tři měsíce po jeho narození se přestěhovali do Port-au-Prince (hlavní město Haiti). Ve věku šesti let, spolu s rodiči, emigroval do Kanady, konkrétně do města Ottawa. David začal hrát fotbal ve věku deseti let v místním klubu Gloucester Dragons SA, následně hrál za Ottawa Gloucester SC a Ottawa Internationals SC.

### Gent
V lednu 2018 se David připojil k akademii belgického klubu KAA Gent. V klubu debutoval 4. srpna 2018 v zápase proti SV Zulte-Waregem. Gólem v nastavením zajistil Gentu bod za remízu 1:1. O pět dní později odehrál také své první utkání v evropských pohárech, když v druhém poločase zápasu třetího předkola Evropské ligy proti polskému klubu Jagiellonia Białystok vystřídal Taiwa Awoniyiho a v 85. minutě vstřelil jediný gól utkání. David potvrdil svou střeleckou formu i v následujícím zápase, když dvěma góly pomohl Gentu k výhře 4:1 nad Waasland-Beverenem. Poté, co vstřelil pět branek ve svých prvních pěti zápasech, podepsal David prodloužení smlouvy do roku 2022. Ve své první sezóně v Evropě odehrál 43 zápasů, ve kterých vstřelil 14 branek a pomohl klubu ke konečné 5. příčce v lize.
V září 2019 opět prodloužil svůj kontrakt, tentokrát do léta 2023. 19. září vstřelil dva góly do branky Saint-Étienne v zápase základní skupiny Evropské ligy, a rozhodl tak o výhře 3:2. Dne 27. února 2020 vstřelil David jediný gól svého klubu při remíze 1:1 s italským AS Řím v šestnáctifinále soutěže. Po předchozí prohře 0:1 byl však belgický Gent z Evropské ligy vyřazen. Na kanadského útočníka se údajně přijelo podívat celkem sedmadvacet skautů z nejrůznějších evropských klubů. Ve své druhé sezóně v klubu odehrál celkem 40 zápasů, ve kterých vstřelil 23 branek a v létě 2020 vzbudil zájem mnohých evropských velkoklubů.

### Lille
Dne 11. srpna 2020 přestoupil David do francouzské Ligue 1, konkrétně do Lille OSC, ve kterém podepsal pětiletou smlouvu. Přestupová částka se odhaduje na 30 milionů euro; stal se z něj tak nejdražší kanadský fotbalista v historii a také rekordním odchodem hráče z belgické ligy. V klubu debutoval 22. srpna v ligovém zápase proti Stade Rennais. Svůj první gól ve svém novém působišti vstřelil 22. listopadu, a to při výhře 4:0 nad Lorientem. 17. ledna jediným gólem rozhodl utkání proti Stade Reims a posunul Lille na průběžné místo Ligue 1 před Paris Saint-Germain. 7. února vstřelil dvě branky do sítě Nantes při výhře 2:0; stejným výsledkem skončil i zápas proti Olympique Marseille, ve kterém se David opět dvakrát střelecky prosadil. 3. dubna vstřelil jedinou branku utkání proti PSG. 7. května jednou trefou přispěl k výhře Lille nad RC Lens a zaznamenal už dvanáctou branku sezony. Stal se novým rekordmanem mezi kanadskými fotbalisty působícími v pěti největších evropských soutěžích, dvanáctkrát se v jedné sezoně ještě žádný Kanaďan netrefil, dosavadní rekord držel Tomasz Radzinski se svými jedenácti trefami za Everton v ligovém ročníku 2002/03.
Dne 23. května, v posledním kole sezóny, svým gólem rozhodl o výhře 2:1 nad Angers, a dovedl tak Lille k ligovému titulu. David v sezóně vstřelil 13 ligových branek, z toho 11 vstřelil v roce 2021.
Dne 2. listopadu 2021 vstřelil David svoji první branku v Lize mistrů, když gólem pomohl k výhře 2:1 nad Sevillou. Střelecky se prosadil i ve dvou následujících zápasech, a to proti RB Salzburg (výhra 1:0) a proti VfL Wolfsburg (výhra 3:1).

## Reprezentační kariéra
David byl poprvé povolán do kanadské reprezentace v srpnu 2018. Svého reprezentačního debutu se dočkal 9. září, když dvěma góly a asistencí pomohl Kanadě k výhře 8:0 nad Americkými Panenskými ostrovy v zápase kvalifikace na Ligu národů. David v květnu 2019 byl nominován na závěrečný turnaj Zlatý pohár CONCACAF 2019. V prvním zápase základní skupiny se dvakrát prosadil do sítě Martiniku při výhře 4:0 a v posledním zápase základní skupiny, proti Kubě, zaznamenal hattrick při výhře 7:0. I přestože byla Kanada vyřazena už ve čtvrtfinále Haiti, David se stal nejlepším střelcem turnaje se šesti góly.
V roce 2019 vstřelil David 8 reprezentačních gólů, což do té doby žádný Kanaďan nedokázal. V roce 2019 byl zvolen nejlepším kanadským fotbalistou roku.
Dne 8. června 2021 zaznamenal David svůj druhý reprezentační hattrick, tentokráte při výhře 4:0 nad Surinamem v kvalifikaci na Mistrovství světa 2022. V létě 2021 se rozhodl neodjet na závěrečný turnaj Zlatý pohár CONCACAF 2021, a to aby absolvoval předsezónní přípravu před další sezónou v Lille.
Kanaďané si v roce 2022 po 36 letech zajistili účast na mistrovství světa. Druhou účast v historii si zajistili 27. března vítězstvím 4:0 nad Jamajkou, po kterém si pojistili vedení ve finálové fázi kvalifikace zóny CONCACAF. David odehrál celé utkání a v 44. minutě asistoval na branku Tajona Buchanana.

## Statistiky

### Klubové
K 2. dubnu 2022
| Klub   | Sezóna  | Liga               | Liga   | Liga | Pohár  | Pohár | Evropské poháry | Evropské poháry | Ostatní | Ostatní | Celkem | Celkem |
| Klub   | Sezóna  | Liga               | Zápasy | Góly | Zápasy | Góly  | Zápasy          | Góly            | Zápasy  | Góly    | Zápasy | Góly   |
| ------ | ------- | ------------------ | ------ | ---- | ------ | ----- | --------------- | --------------- | ------- | ------- | ------ | ------ |
| Gent   | 2018/19 | Jupiler Pro League | 33     | 12   | 6      | 0     | 4               | 2               | –       | –       | 43     | 14     |
| Gent   | 2019/20 | Jupiler Pro League | 27     | 18   | –      | –     | 13              | 5               | –       | –       | 40     | 23     |
| Gent   | Celkem  | Celkem             | 60     | 30   | 6      | 0     | 17              | 7               | –       | –       | 83     | 37     |
| Lille  | 2020/21 | Ligue 1            | 37     | 13   | 3      | 0     | 8               | 0               | –       | –       | 48     | 13     |
| Lille  | 2021/22 | Ligue 1            | 30     | 13   | 1      | 1     | 8               | 3               | 1       | 0       | 39     | 17     |
| Lille  | Celkem  | Celkem             | 67     | 26   | 4      | 1     | 16              | 3               | 1       | 0       | 88     | 30     |
| Celkem | Celkem  | Celkem             | 127    | 56   | 10     | 1     | 33              | 10              | 1       | 0       | 171    | 67     |

### Reprezentační
K 30. březnu 2022
| Kanada | Kanada | Kanada |
| Rok    | Zápasy | Góly   |
| ------ | ------ | ------ |
| 2018   | 3      | 3      |
| 2019   | 9      | 8      |
| 2021   | 12     | 7      |
| 2022   | 6      | 2      |
| Celkem | 30     | 20     |

#### Reprezentační góly
Skóre a výsledky Kanady jsou vždy zapisovány jako první.
| Gól | Datum              | Místo                                                      | Soupeř                    | Skóre | Výsledek | Soutěž                                     |
| --- | ------------------ | ---------------------------------------------------------- | ------------------------- | ----- | -------- | ------------------------------------------ |
| 1.  | 9. září 2018       | IMG Academy, Bradenton, Spojené státy americké             | Americké Panenské ostrovy | 3:0   | 8:0      | Liga národů CONCACAF 2019/20 (kvalifikace) |
| 2.  | 9. září 2018       | IMG Academy, Bradenton, Spojené státy americké             | Americké Panenské ostrovy | 4:0   | 8:0      | Liga národů CONCACAF 2019/20 (kvalifikace) |
| 3.  | 16. října 2018     | BMO Field, Toronto, Kanada                                 | Dominika                  | 1:0   | 5:0      | Liga národů CONCACAF 2019/20 (kvalifikace) |
| 4.  | 24. března 2019    | BC Place, Vancouver, Kanada                                | Francouzská Guyana        | 3:1   | 4:1      | Liga národů CONCACAF 2019/20 (kvalifikace) |
| 5.  | 15. června 2019    | Rose Bowl, Pasadena, Spojené státy americké                | Martinik                  | 1:0   | 4:0      | Zlatý pohár CONCACAF 2019                  |
| 6.  | 15. června 2019    | Rose Bowl, Pasadena, Spojené státy americké                | Martinik                  | 2:0   | 4:0      | Zlatý pohár CONCACAF 2019                  |
| 7.  | 23. června 2019    | Bank of America Stadium, Charlotte, Spojené státy americké | Kuba                      | 1:0   | 7:0      | Zlatý pohár CONCACAF 2019                  |
| 8.  | 23. června 2019    | Bank of America Stadium, Charlotte, Spojené státy americké | Kuba                      | 6:0   | 7:0      | Zlatý pohár CONCACAF 2019                  |
| 9.  | 23. června 2019    | Bank of America Stadium, Charlotte, Spojené státy americké | Kuba                      | 7:0   | 7:0      | Zlatý pohár CONCACAF 2019                  |
| 10. | 29. června 2019    | NRG Stadium, Houston, Spojené státy americké               | Haiti                     | 1:0   | 2:3      | Zlatý pohár CONCACAF 2019                  |
| 11. | 7. září 2019       | BMO Field, Toronto, Kanada                                 | Kuba                      | 2:0   | 6:0      | Liga národů CONCACAF 2019/20               |
| 12. | 5. června 2021     | IMG Academy, Bradenton, Spojené státy americké             | Aruba                     | 7:0   | 7:0      | Kvalifikace na Mistrovství světa 2022      |
| 13. | 8. června 2021     | SeatGeek Stadium, Bridgeview, Spojené státy americké       | Surinam                   | 2:0   | 4:0      | Kvalifikace na Mistrovství světa 2022      |
| 14. | 8. června 2021     | SeatGeek Stadium, Bridgeview, Spojené státy americké       | Surinam                   | 3:0   | 4:0      | Kvalifikace na Mistrovství světa 2022      |
| 15. | 8. června 2021     | SeatGeek Stadium, Bridgeview, Spojené státy americké       | Surinam                   | 4:0   | 4:0      | Kvalifikace na Mistrovství světa 2022      |
| 16. | 8. září 2021       | BMO Field, Toronto, Kanada                                 | Salvador                  | 2:0   | 3:0      | Kvalifikace na Mistrovství světa 2022      |
| 17. | 13. října 2021     | BMO Field, Toronto, Kanada                                 | Panama                    | 4:1   | 4:1      | Kvalifikace na Mistrovství světa 2022      |
| 18. | 12. listopadu 2021 | Commonwealth Stadium, Edmonton, Kanada                     | Kostarika                 | 1:0   | 1:0      | Kvalifikace na Mistrovství světa 2022      |
| 19. | 27. ledna 2022     | Estadio Olímpico Metropolitano, San Pedro Sula, Honduras   | Honduras                  | 2:0   | 2:0      | Kvalifikace na Mistrovství světa 2022      |
| 20. | 2. února 2022      | Estadio Cuscatlán, San Salvador, Salvador                  | Salvador                  | 2:0   | 2:0      | Kvalifikace na Mistrovství světa 2022      |

## Ocenění

### Klubová

#### Lille
- Ligue 1: 2020/21[40]
- Trophée des champions: 2021[41]

### Individuální
- Jedenáctka turnaje Zlatý pohár CONCACAF: 2019[42]
- Nejlepší střelec Zlatého poháru CONCACAF: 2019[43]
- Nejlepší střelec Jupiler Pro League: 2019/20 (společně s Dieumercim Mbokanim)[44]
- Nejlepší kanadský fotbalista roku: 2019[45]